# Голлінгштедт (Дітмаршен)
Голлінгштедт (нім. Hollingstedt) — громада в Німеччині, розташована в землі Шлезвіг-Гольштейн. Входить до складу району Дітмаршен. Складова частина об'єднання громад КЛГ-Айдер.
Площа — 9,72 км2. Населення становить 302 ос. (станом на 31 грудня 2020).